# Cové
Cové egy közösség és város Beninben, ami a Zou közösségben található. Lakossága 2012-ben 43 554 fő.

## Fekvése
Cové 40 km-re fekszik Abomeytől, és 159 k-re Cotonoutól.